# Pëtr Sergeevič Novikov
Pëtr Sergeevič Novikov (in russo Пётр Сергеевич Новиков?; Mosca, 15 agosto 1901 – Mosca, 9 gennaio 1975) è stato un matematico sovietico.

## Biografia
Pëtr Novikov è nato a Mosca da Sergej e Aleksandra Novikov. Nel 1919 ha iniziato a frequentare la facoltà di fisica e di matematica dell'Università di Mosca ha frequentato, ma dal 1920 al 1922 si è arruolato nell'Armata rossa. Dopo aver ottenuta la laurea nel 1925, sempre all'Università di Mosca, ha iniziato la sua attività di ricerca sotto la supervisione di Nikolaj Nikolaevič Luzin conseguendo una successiva laurea nel 1929. Dopo aver insegnato all'Istituto di tecnologia chimica di Mosca, nel 1934 entrò nell'Istituto matematico Steklov e nel 1935 conseguì il dottorato. Nel 1939 divenne professore ordinario.
Nel 1935 sposò Ljudmila Vsevolodovna Keldyš e dal loro matrimonio sono nati cinque figli, uno dei quali, Sergej Petrovič Novikov è un eminente matematico che nel 1970 si è aggiudicato una medaglia Fields.
Pëtr Novikov diresse il Dipartimento di Analisi presso l'Istituto di Formazione Insegnanti di Mosca dal 1944 al 1972.
Nel 1953 è diventato membro corrispondente dell'Accademia russa delle scienze e nel 1960 ne divenne un membro ordinario.
Nel 1957 costituì il Dipartimento di Logica matematica all'Istituto di Matematica Steklov, dirigendo per primo questo dipartimento fino al 1973, anno del suo pensionamento.
Uno dei suoi studenti fu Sergej Ivanovič Adjan.

## Contributi scientifici
Pëtr Novikov è conosciuto soprattutto per i suoi contributi su problemi di combinatoria in teoria dei gruppi, in particolare sul problema della parola per i gruppi e sul problema di Burnside.

## Riconoscimenti
Nel 1957 ricevette il Premio Lenin.
Membro onorario della London Mathematical Society nel 1987.